# Palpidia palpirectia
Palpidia palpirectia är en fjärilsart som beskrevs av Emilio Berio 1976-1977 [1977. Palpidia palpirectia ingår i släktet Palpidia och familjen nattflyn. Inga underarter finns listade i Catalogue of Life.